# El Fortín
El Fortín es una localidad del departamento San Justo, en el centro-este de la Córdoba, República Argentina. Se encuentra sobre la RP 13, a 208 km de la Ciudad de Córdoba, capital de la provincia, a 523 km de Buenos Aires, a 15 km de Alicia y 40 km de Las Varillas.
Tiene todas las características de pueblo de la pampa gringa. El radio urbano tiene sesenta y cuatro manzanas distribuidas en dos sectores iguales y divididas por los terrenos del ferrocarril Belgrano, que atraviesa el pueblo de este a oeste, y cuya estación ha sido remodelada en un centro histórico. Cada sector a ambos lados del ferrocarril, tienen una plaza central poblada de especies vegetales, en su mayoría autóctonas. 
En el ingreso a la localidad se erige el monumento a El Fortín, una ermita a María Auxiliadora y un parador de ómnibus. Frente a una de las plazas (denominada Manuel Belgrano), se ubica la Municipalidad y frente a la otra plaza (denominada Juan Domingo Perón), se encuentra la capilla de Santa Margarita y un oratorio a la Virgen de la Merced, por el viejo camino de acceso la gruta a San Cayetano. 
Como toda población con baja cantidad de habitantes, sus calles son tranquilas y de tránsito cansino y en cada cambio de estación se renueva el aspecto de ellas por su vegetación y las luces de estilo colonial que enriquecen su aspecto.

## Aspectos históricos

### Fundación
El Fortín fue fundado el viernes 5 de julio de 1912 por la Sociedad Anónima Pedernales, explotación ganadera y agrícola, a instancias de su presidente Jorge Eduardo Keen (1838-1911).

### Toponimia
La localidad debe su nombre al fortín de los algarrobales, el primer asentamiento que dio nombre a toda la zona y en particular al campo El Fortín, cuyo nombre se mantuvo con la llegada del ferrocarril.

### Antecedentes
A comienzos del siglo XIX, en esta región del este de la provincia de Córdoba, no había población alguna entre los fortines de Quebracho Herrado, El Tío, la Villa de los Ranchos (hoy Villa del Rosario), Frayle Muerto (hoy Bell Ville) y la casi infranqueable Cañada de San Antonio, estigma que hostigó al pueblo hasta los últimos días del siglo XX, por el este.
La primera referencia histórica se encuentra cuando el entonces Comandante de Frayle Muerto, Don Francisco Rapela, en 1844, funda el fortín salteño, que pasaría a denominarse San José del Salteño, y el fortín de los algarrobales en cercanías del Potro Muerto, este último con una dotación inicial de diez hombres, como puestos de avanzada para proteger los metros ganados al aborigen, que defendía sus tierras desde el Chaco, del avance del conquistador.
Sería Andrés Terzaga, el Comandante de Frayle Muerto, quien en febrero de 1954 vuelve a mencionar el lugar cuando le escribe primero al Gobernador Alejo C. Guzmán para solicitarle autorización para realizar una incursión por el Potro Muerto y Los Algarrobales para atacar a los aborígenes que merodeaban por la zona, pero luego, informó que no logró avistarlos.

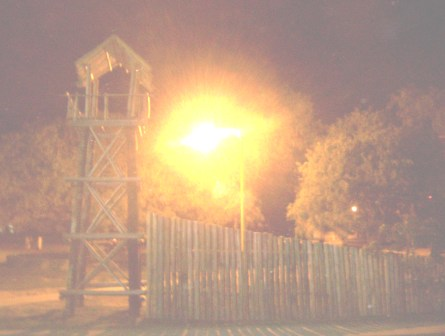
Mangrullo del fortín

 En 1866, cuando el Dr. José María Méndez compra un lote en el norte del Departamento Unión a Don Camilo León, el Agrimensor Francisco Crisafulli, encargado de la mensura, deja el testimonio más claro de la existencia de aquel fortín en el plano 11a - b que acompaña a la misma, cuando indica como única construcción humana 

un fuerte abandonado, ubicado estratégicamente entre la Cañada del León Colgado y el Monte de los Algarrobales, cerca del Corral de Juárez

 evidenciando la presencia de vestigios de aquel reducto ancestral que legaría su nombre a nuestra localidad. Aquel campo sería conocido luego, sugestivamente, como Estancia El Fuerte.
A partir de aquí la historia, si bien casi coincidente en el tiempo, se desplaza geográficamente unas cuatro leguas más al norte, donde desaparecida ya la amenaza del aborigen, los terratenientes comienzan a interesarse por la zona. Uno de ellos es Don Blas Juárez, que en 1876 recibe de la Mesa de Hacienda de la provincia de Córdoba, el título de la Suerte N.º 81 Serie B, ubicada en el extremo sudeste del Departamento San Justo, contra la Cañada de San Antonio, realizando la mensura el Agrimensor Eleazar Garzón.
Poco después de su muerte, en noviembre de 1894, sus herederos reciben distintas fracciones de aquella suerte que se conoce entonces como Campo El Fortín, mientras muy lejos de ahí los ingleses planeaban la telaraña de la inminente red ferroviaria de la zona, que resultaría para ellos un buen negocio.
En 1902 aún aparece como punto poblado el Potro Muerto, en la mensajería que partía de Bell Ville y pasaba por Litín (hoy San Antonio de Litín), no habiendo novedades de pobla-miento alguno en lo que hoy es nuestro pueblo, lo que ratifica Troisi en L’Argentina Agrícola cuando releva el Departamento San Justo en 1904, aunque en el Registro Civil de Bell Ville se asiente una partida con El Fortín como lugar.
En 1905 Rafael Núñez compra para la Compañía de Tierras del Central Argentino una parte del Campo El Fortín, conociendo indudablemente de antemano la traza del creciente Ferrocarril Central Argentino, y en este caso son las mensuras de los distintos lotes las que nos aportan valiosos datos: en ellas se menciona una quincena de pobladores, todos ellos criollos, y la ubicación de sus ranchos, la existencia de varios caminos y uno en especial que va al Fortín y viene de San Francisco (sic), referencia inequívoca del inicial caserío. Es coincidente ello con lo expresado por Manuel E. Río y Luis Achával, que en su Geografía de la provincia de Córdoba (1905) menciona un camino que entra por el norte del Departamento San Justo, pasa por Yuto y Fortín, saliendo en este punto del departamento, como así también, en el capítulo dedicado a dicho departamento, donde se enumeran bajo el título Parajes, lugares poblados y estancias, entre otros, a El Fortín. Evidentemente, esta localidad, que se ubicaba contra el lindero este del lote, es decir, lo más lejos posible de la Cañada de San Antonio, en tanto, casi simultáneamente se afincaban los primeros inmigrantes piamonteses.
En el Registro Civil de San Antonio de Litín figuran en varias actas entre 1907 y 1911, varias personas con domicilio en Potro Muerto y una en El Fortín, aunque no aclara si como Campo o Pueblo.

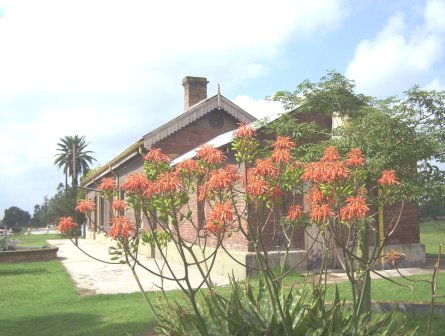
Estación de FF.CC.

 El 19 de septiembre de 1908 el Congreso de la Nación sanciona la Ley 5597 que autoriza la construcción del ramal Las Rosas – Villa del Rosario del Ferrocarril Central Argentino, por lo que la Compañía de Tierras no tardó en vender en noviembre de ese mismo año a Jorge E. Keen, Presidente de la Sociedad Anónima Pedernales el terreno que había adquirido en 1905, habiendo concretado el negocio previsto varios años antes.
A partir del año siguiente el pueblo parece tomar forma definitivamente por cuanto en el Registro Civil de Las Varas se suceden las actas de nacimientos y matrimonios de personas con domicilio en El Fortín, a veces como Campo El Fortín. También en ese año comienza a construirse la Estancia El Fortín, a pocos metros al este de la actual población.
El primer reconocimiento expreso como pueblo, llega el 5 de mayo de 1911, cuando por entonces el ministro de Obras Públicas, Ramos Mexía, firma la Resolución por la cual designa con el nombre de El Fortín, a la estación ubicada en la localidad conocida por ese nombre, en el "km 130,110" del ramal Las Rosas – Villa del Rosario. En agosto de ese mismo año habría de sancionarse la Ley de Pueblos y Villas en la Legislatura cordobesa, lo que sin duda indujo a la Sociedad Anónima Pedernales, en pleno conocimiento de los beneficios que ello reportaría, a donar al Ferrocarril Central Argentino los terrenos para el trazado férreo y la estación (Escritura N.º 409 del 26 de noviembre de 1911 por ante el Escribano Valentiniano Peralta) y formalizar la fundación del nuevo pueblo ante el Gobierno provincial, cuyo primer paso era la aprobación de los planos con el trazado de El Fortín, para lo que se contrató a los agrimensores Leslie y Barnett de Rosario, quienes firman el mismo el 5 de julio de 1912, fecha que la Junta Provincial de Historia de Córdoba aprueba como fundacional de El Fortín por cuanto es el último antecedente documentado ya que en todos los documentos ulteriores el pueblo aparece ya fundado.
Las gestiones de Juan G. García, representante de la sociedad concluyeron el 20 de agosto de 1914 con la firma del Decreto N.º 3667 serie A por parte del Gobernador Ramón J. Cárcano, aprobando aquellos planos.
Previo a ello, cuando la Argentine Land & Investment Cía. solicitó la fundación de los pueblos de Alicia y El Fortín, en agosto de 1913, el Gobierno de la provincia de Córdoba le observó que El Fortín ya había sido fundado por la Sociedad Anónima Pedernales, por lo que no se descarta algún tipo de conflicto entre ambas compañías colonizadoras, habiéndose probablemente adelantado la presidida por Jorge E. Keen, al menos en la presentación. Por ese entonces el pueblo ya había recibido al tren (3 de diciembre de 1912), tenía estafeta postal, subcomisario y casas de comercio.

### Creación del municipio
- 29 de agosto de 1934, por Decreto N.º 32.285 Expediente N.º 002.990 Serie E.
- 17 de noviembre de 1935, se elige por primera vez autoridades municipales
- 2 de mayo de 1936, asume el primer intendente municipal

## Aspectos geográficos

### Clima

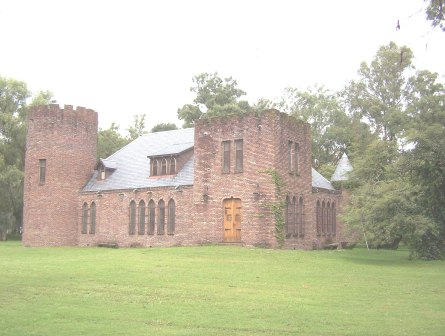
Estancia El Embrujo

El clima es templado con inviernos suaves, con una temperatura media anual de 17,5 °C, siendo la media del mes más caluroso (enero) de 24,9 °C y la del mes más frío (julio) de 10,4 °C. La fecha media de la primera helada es del 24 de mayo, mientras que la fecha media de la última helada es el 12 de septiembre, es decir, con un período medio de heladas de 117 días.
El promedio anual de lluvias (1926/2006) es de 856 mm, registrándose como valor mínimo 357 mm en 1937 (Hemiciclo Seco 1920-1973) y 1237 mm en 1992 (Hemiciclo Húmedo 1870-1920, 1973-2020), con un promedio de 67 días de lluvia por año, registrándose normalmente el 45-50% del milimetraje anual en el verano (diciembre/marzo).
Asimismo, en febrero de 1984, marzo de 1987, enero de 1992 y abril de 2007, se registraron importantes inundaciones, motivadas por las lluvias y las masas de agua proveniente del sudoeste por la pendiente de la Cañada de San Antonio.
La única nevada documentada fue el 29 de agosto de 1923.

### Relieve
El Fortín se enclava en la parte central de la llanura cordobesa (pampa plana), con una fuerte depresión hacia el este por la Cañada de San Antonio, con línea de escurrimiento de aguas en sentido OSO - ENE.
Los suelos son arcillosos, poco absorbentes y con alto grado de salinidad, producida por la napa freática que oscila entre uno y cinco metros.

### Parajes
- Colonia El Fortín

## Aspectos biogeográficos

### Flora
La flora se ubica en lo que los especialistas denominan el distrito del algarrobo, siendo dentro de la variedad vegetal, los principales elementos arbóreos autóctonos son el algarrobo blanco y negro, el churqui, el tala, el chañar, el espinillo, la palmera, en tanto que el hombre ha introducido especies como el eucaliptus, el paraíso, el olmo, la casuarina, el álamo y la acacia blanca, entre las más importantes.
En cuanto a los cultivos agroindustriales se desarrollan la soja, el sorgo, el girasol, el maíz, el trigo, la avena, aunque no con la intensidad y rendimientos que se observa a pocos kilómetros al este, en la provincia de Santa Fe. También y debido a la actividad lacto-ganadera se desarrollan pasturas como alfalfa que alternan con las originarias especies de la región: trébol, agropiros, gramillas, pasto puna y una diversidad de malezas (sorgo de alepo, nabos, quinoa, chamico, cardos, yerba de sapo, etc.), vegetación que va cambiando a medida que se avanza hacia la Cañada donde se observan menos cultivos desarrollados por el hombre y en cambio, crece la presencia de flora más resistente a la salinización de las tierras y al suelo anegadizo, como morenita, sunchillo, cebollín, etc.
En cuanto a las especies frutales, salvo por algunas excepciones, no se adaptan demasiado al suelo, por lo que no tienen un desarrollo significativo en el área.

### Fauna
La zona no presenta una riqueza faunística en cuanto a especies, aunque sí es posible determinar una fuerte presencia de ejemplares autóctonos, entre los que podemos mencionar: liebre, zorro, nutria, puma y roedores entre los mamíferos; cotorra, perdiz, ñandú, gorrión, pirincho, carpintero, tero, entre las aves; culebra, yarará, iguana, lagartija, entre los reptiles; y mojarra y vieja del agua entre los peces, aunque lamentablemente en muchos casos la cantidad y la variedad haya disminuido considerablemente merced a la mano del hombre y a las inundaciones.
En tanto, como fauna de utilidad para el humano predomina la hacienda vacuna, porcina, ovina, caprina y equina, con el aporte infaltable de los caninos y los felinos.

## Aspecto humano

### Santa Patrona
- Santa Margarita de Escocia, festividad: 16 de noviembre, reina escocesa (1045-1093)

### Población
Cuenta con 1,648 habitantes (Indec, 2010), lo que representa un incremento del 69% frente a los 974 habitantes (Indec, 2001) del censo anterior.
| Gráfica de evolución demográfica de El Fortín entre 1991 y 2010 |
|                                                                 |
| Fuente: Censos nacionales del INDEC                             |

## Instituciones
Los organismos públicos son la Municipalidad de El Fortín, el Juzgado de Paz, la Policía de la provincia de Córdoba y la Delegación SENASA.
Predomina mayoritariamente la religión católica en la población, siendo su templo la capilla de Santa Margarita, en tanto que también se practica el culto evangélico a través de su templo Asamblea de Dios Canaán.
La educación está dada por la guardería municipal Pequitas (nivel pre inicial), el jardín de infantes Domingo F. Sarmiento (nivel inicial), las escuelas Domingo F. Sarmiento y General San Martín (nivel primario), el I.P.E.A. N.º 235 Julio R. Valenzuela (nivel medio), el C.E.N.P.A. Domingo F. Sarmiento (nivel primario adultos) y el C.E.N.M.A. (nivel medio adultos), en tanto que a nivel privado existe una Academia de inglés. El servicio de salud comprende el Dispensario municipal y una clínica privada.
 Las entidades sociales y de servicio son la Asociación de Bomberos Voluntarios, el Centro de Jubilados y Pensionados, el Hogar de Ancianos San José, la Unidad Postal, Cáritas Diocesana y el Centro de Dadores Voluntarios de Sangre.
Varias instituciones asociativas se desarrollan en la población: Asociación Mutual de Asociados del C. C. y D. Fortín Sport Club, Cooperativa Eléctrica El Fortín Limitada, Cooperativa Lechera El Fortín Limitada, Consorcio Caminero N.º 17, la Comisión de Lucha contra la fiebre aftosa.
En el aspecto deportivo y cultural las entidades representativas son el Centro Cultural y Deportivo Fortín Sport Club, la biblioteca popular, los Talleres de Expresión Artística y la Agrupación Gaucha Fortín El Mangrullo.
Entre los medios de comunicación se cuentan FM El Fortín 89.1 y la revista quincenal Hoy x Hoy. También se cuenta con la página de Internet "Fortinenses".
Los partidos políticos que tienen presencia en la localidad son el Partido Justicialista y la Unión Cívica Radical.

### Servicios públicos
La localidad de El Fortín cuenta con acceso por ruta provincial 13, asfalto urbano, consolidado de calles, electricidad, gas natural por redes, agua potable corriente domiciliaria, telefonía fija y celular, recolección de residuos, canales de desagüe, servicios de ambulancia y sepelios, televisión por cable, internet inalámbrico, servicio de ómnibus a Buenos Aires, Rosario y Córdoba, entre otros. En la zona rural se agregan electricidad, canales de desagües y caminos enarenados.

### Recursos económicos
Tradicionalmente las actividades principales han sido la ganadería y la lechería con una menor incidencia de la agricultura, aunque con las nuevas tecnologías y métodos de siembra y recuperación de suelos se ha diversificado la producción primaria. También tiene un desarrollo menor la apicultura. El aspecto industrial está dado principalmente por fábricas lácteas y de agropartes. La faz comercial comprende rubros básicos como alimentos, indumentaria y servicios varios.
Entre mediados de la década de 1970 y hasta 1994, la empresa Metalfor estuvo asentada en esta localidad y debido a su crecimiento, se muda a Marcos Juárez.

### Canto a El Fortín
Aún resuena del indio el tropel,
huyendo de la milicia, sin gloria,
mientras el gringo con el cincel
abre el surco de nuestra historia.
Se asoma lejos, en el horizonte,
la silueta de un fortín, solitario,
desafiando la cañada y el monte,
testigos de un paisaje milenario.
Repletos de ausencias y olvidos
andarán los tiempos, entonces,
no sabrá la historia de elegidos,
sí del alma anónima sin bronces.
Llegará la esperanza con el tren
y los sueños se harán ilusiones
cuando el pie apoye en el andén
y se añore a Italia en sus corazones.
Llevarás "El Fortín" por nombre
cual estigma de lucha cotidiana
serás en el destino del hombre
desafío permanente del mañana.
Repletos de ausencias y olvidos
andarán los tiempos, entonces,
no sabrá la historia de elegidos,
sí del alma anónima sin bronces.
LetraRubén E. Pastore
MúsicaHoracio Gerling